# Trepanes clarkii clarkii
Trepanes clarkii clarkii é uma subespécie de insetos coleópteros pertencente à família Carabidae.
A autoridade científica da subespécie é Dawson, tendo sido descrita no ano de 1849.
Trata-se de uma subespécie presente no território português.